# دیوید میکی اونس
دیوید میکی اِوِنس (انگلیسی: David Mickey Evans؛ زادهٔ ۲۰ اکتبر ۱۹۶۲) کارگردان فیلم و فیلم‌نامه‌نویس اهل ایالات متحده آمریکا است.
از فیلم‌ها یا برنامه‌های تلویزیونی که وی در آن نقش داشته‌است، می‌توان به کلاس ۱۹۹۹، معجزه باد، سفر به مرکز زمین، میکی، دونالد، گوفی: سه تفنگدار، بتهوون شماره ۳ و بتهوون شماره ۴ اشاره کرد.